# Северская домна
Музе́йный ко́мплекс «Се́верская до́мна» — музейный промышленный комплекс Северского трубного завода с единственной сохранившейся доменной печью середины XIX века в России и Европе. Расположен в Полевском, на территории Северского трубного завода, архитектурно являясь его частью.
Главной достопримечательностью музея является домна — единственная сохранившаяся в таком виде в Европе, образец уральской промышленной архитектуры середины XIX века, находящийся в высокой степени сохранности. Домна даёт исчерпывающее представление о производственном процессах выплавки чугуна в XIX веке и создании труб.

## История

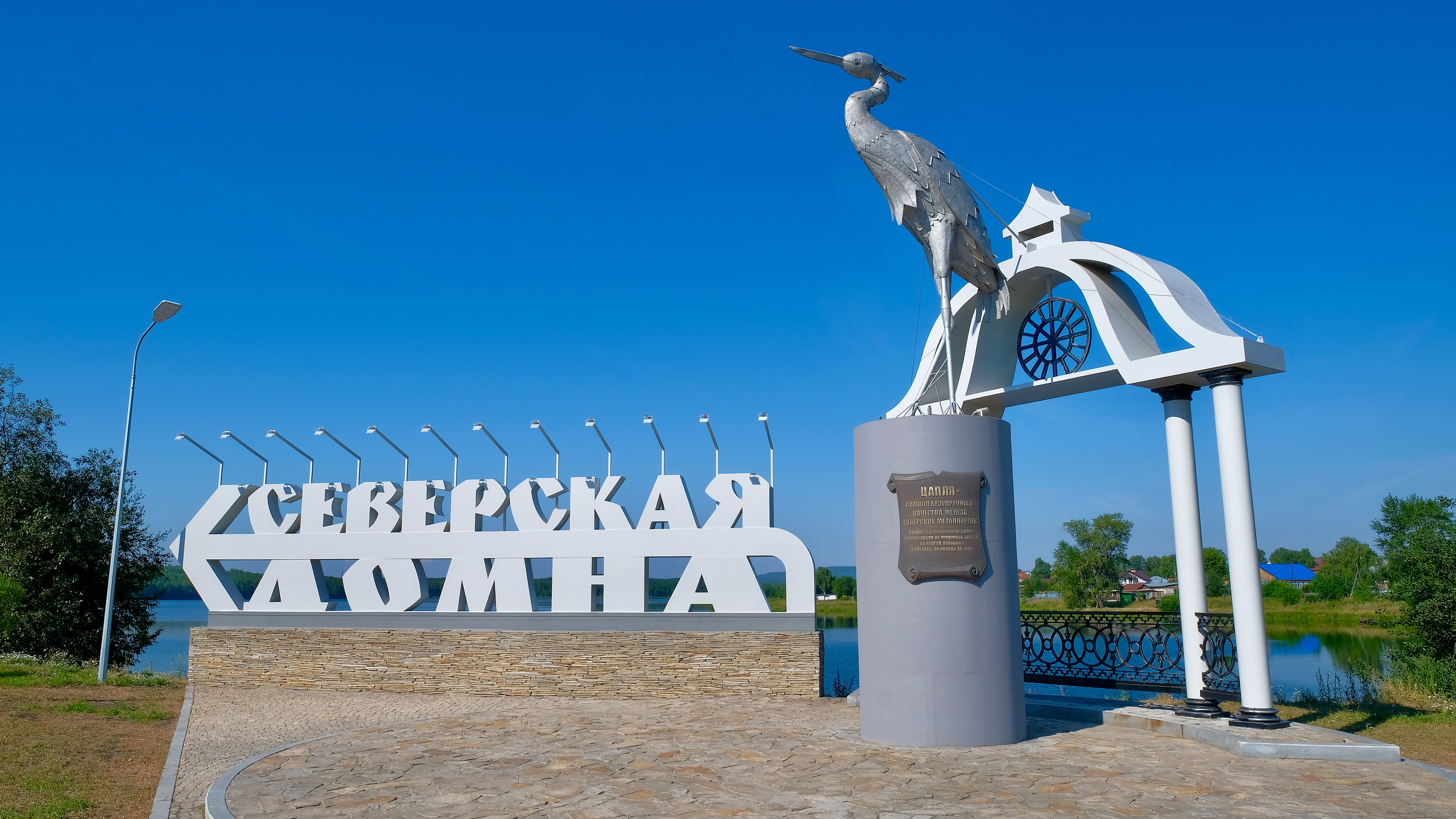
Стела на плотине Северского пруда

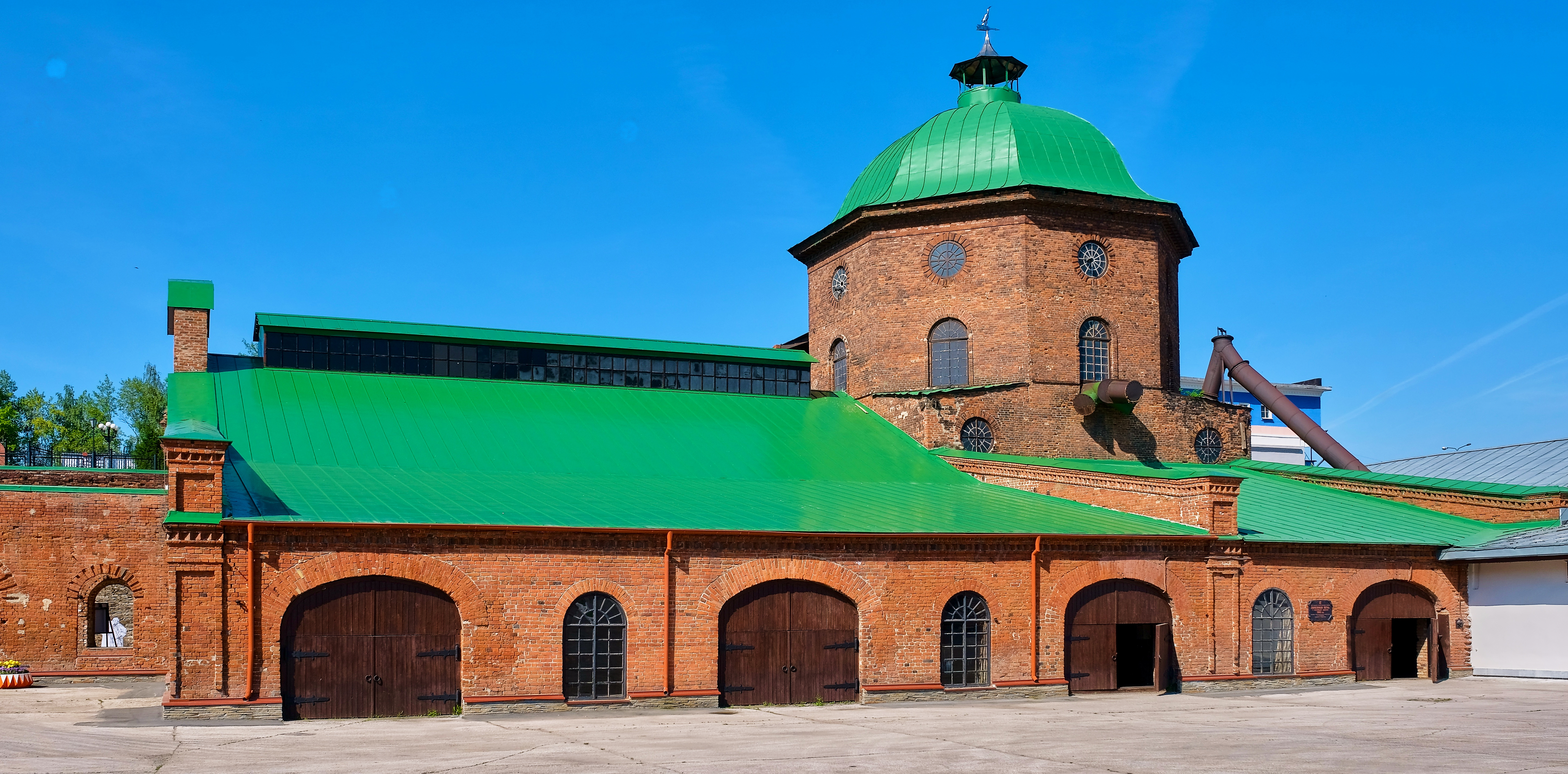
Доменный цех

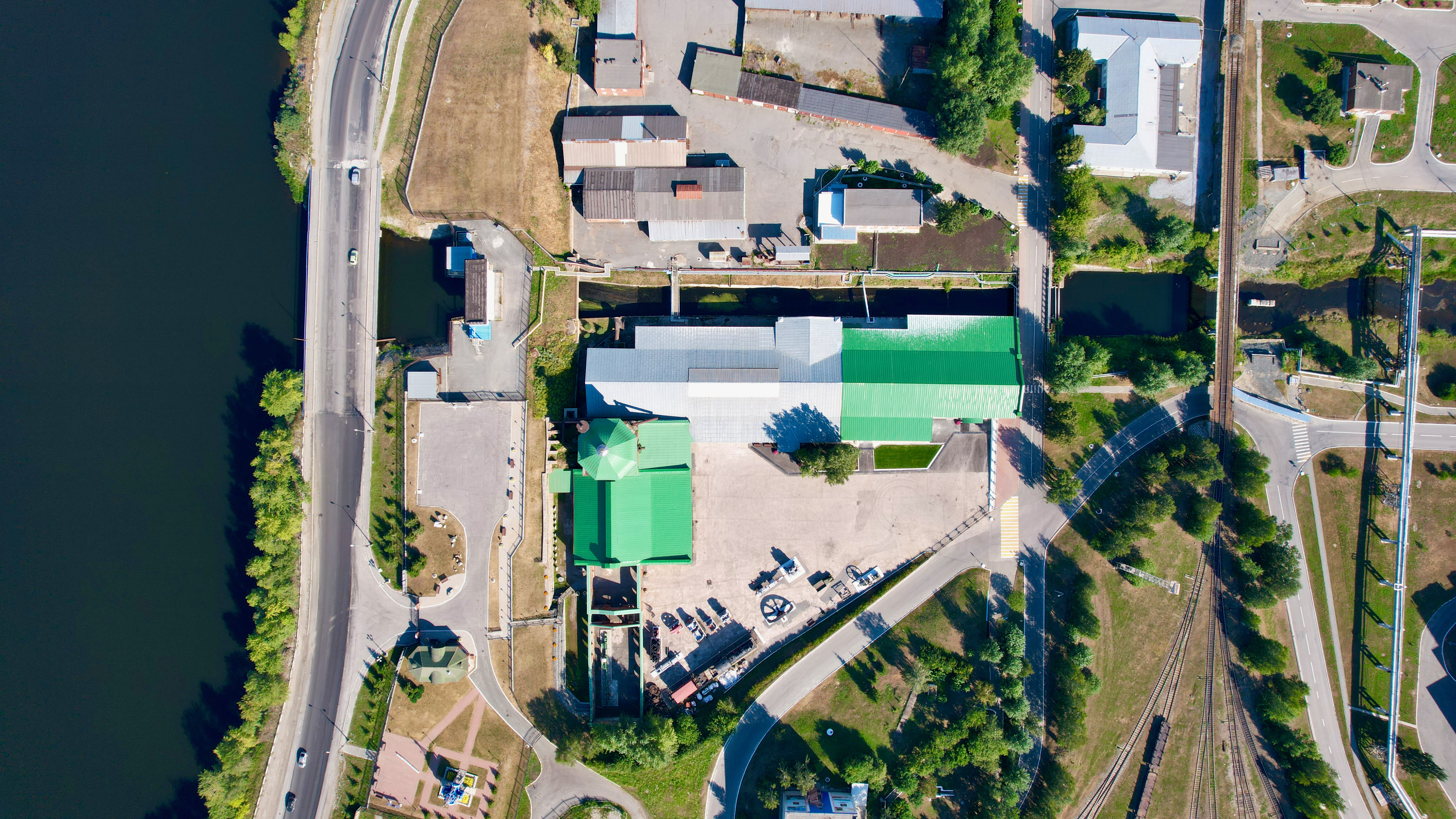
Вид на музейный комплекс с высоты

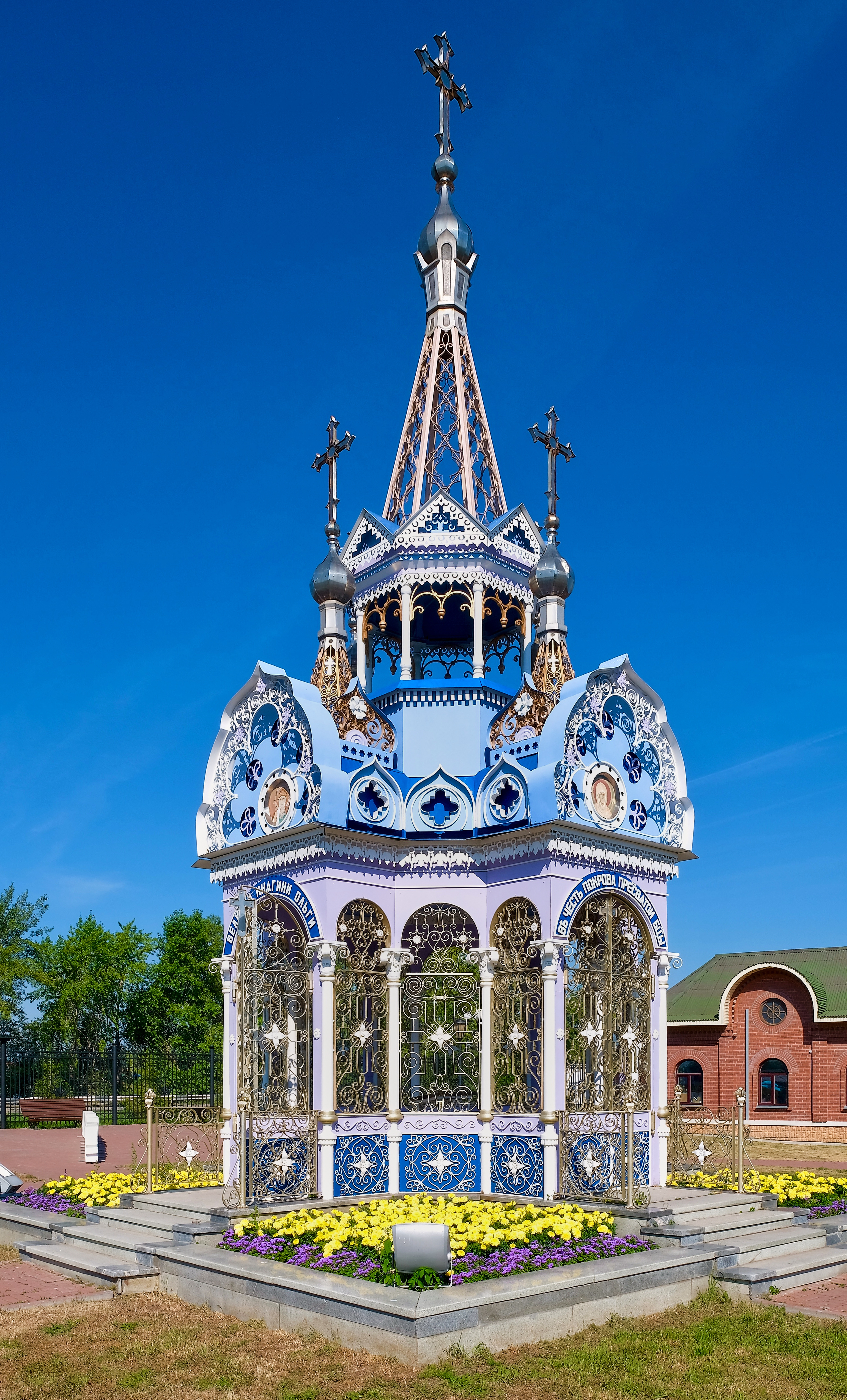
Спасо-Преображенская часовня

Музей был открыт на Северском трубном заводе в 2009 году. В здании бывшей кричной фабрики 1842 года расположена основная экспозиция по истории Северского завода. Начало сбора экспонатов для музея происходит ещё в 1970 году, часть из них представлена в экспозиции, остальные хранятся в фондах. 21 апреля 1970 года — именно этот день считается днём рождения музея, и от него музей ведёт свой отсчёт. В последующие годы экспозиция музея неоднократно переезжала и в разные периоды находилась в Свято-Троицкой церкви, здании АБК Мартеновского цеха, Дворце культуры и техники.
На основании решения Свердловского облисполкома от 25 ноября 1988 года «О мерах по улучшению охраны, реставрации и использования памятников истории и культуры» группа архитекторов Свердловского архитектурного института подготовила предложения по реставрации зданий доменного цеха и бывшей кричной фабрики и размещению в них музея. К сбору экспонатов будущей экспозиции активно подключились представители общественности: ветераны, молодёжь Северского трубного завода, областная газета «Уральский рабочий».
16 июля 1989 года, в день празднования 250-летия завода, здание доменного цеха было открыто для посещения.
Долгие годы производственно-технический музей искал своё помещение и концепцию. В 2002 Северский трубный завод вошёл в состав Трубной Металлургической Компании. В то время на месте главной экспозиции размещались производства, стены из красного кирпича были скрыты за слоями штукатурки и краски, а фермы были перекрыты натяжными потолками. Михаил Васильевич Зуев — технический директор СТЗ, иницирует процесс о принятии решения о реконструкции старых производственных зданий с последующим размещением в них музея. Решение было принято лично председателем Совета директоров ТМК Д. А. Пумпянским.
В здании музея сохранились опорные фермы кровли и кирпичная кладка XIX века, а также ряд производственных механизмов, используемых при выплавке металла. Привод прокатного стана, пущенного в эксплуатацию в 1891 году, сохранился практически в первозданном виде (маховик диаметром 8,55 метра и весом 30 тонн и трехвалковая шестерённая клеть). В центре экспозиционного зала представлены шабот и наковальня парового обжимного молота для ковки пудлинговых криц. В 2010 году был обустроен отдельный вход непосредственно в музей, в обход основной проходной завода. В 2017 и 2018 годах экспозиция под открытым небом пополнилась новыми экспонатами. Площадь музея украсил пилигримовый стан, работавший в ТПЦ −1 с 1976 по 2014 гг. и кричный молот — точная копия молота XIX века.
В 2013 году на верхней площадке музейного комплекса смонтирована Спасо-Преображенская часовня, выполненная из металла и являющаяся точной копией часовни XIX века. В 2014 году рядом с входной группой музея открылась экспозиция «Мастерская природы», где экспонируются минералы и горные породы, добыча которых ведётся в окрестностях Полевского.
В 2014 году Северскому трубному заводу исполнилось 275 лет, к чему было приурочено открытие памятника Рабочим рукавицам. В 2018 году к 300-летию города Полевского на входной группе музея установлена скульптура «Медной горы хозяйка»
С 2016 года музей участвует во всероссийской акции «Ночь музеев». Мероприятие посещает ежегодно 2000—3000 человек. За участие в акции музей награждён дипломами и благодарственными письмами Министерства культуры Свердловской области. C 2017 году музей принимает участие в Уральской индустриальной биеннале современного искусства. В 2017 году это был проект Татьяны Баданиной и Владимира Наседкина «Красная линия».
В 2018 году музейный комплекс стал лауреатом первого всероссийского конкурса «Корпоративной музей» в номинации «Музей года».
В 2020—2022 годах в музейном комплексе прошёл второй этап реконструкции, площадь залов музея увеличилась на 1200 м². В старых помещениях бывшего пудлингово-сварочного цеха и механической фабрики разместили выставочный зал, зону кейтеринга, ресепшен и конференц-зал.

## Территория
Комплекс занимает территорию более 8000 м². Музей включает в себя два исторических здания, экспозицию под открытым небом и Спасо-Преображенскую часовню. В здании бывшей кричной фабрики, построенной в 1842 году, расположен экспозиционный зал музея. Здание доменного цеха сохранилось практически без изменений с 1860 года.

## Доменная печь с литейным двором
Здание домны представляет собой восьмигранник с куполообразной крышей и литейным двором. Внешне напоминает храм. При его постройке использовались приёмы, элементы и кладка, характерные для возведения церквей. Доменная печь была возведена в 1898 году на фундаменте доменной печи завода, выдавшей первый чугун в 1860 году.
История Северского металлургического завода (с 1965 года — Северский трубный завод) восходит к 1739 году. Более двух столетий завод был железоделательным и металлургическим. С постройкой доменного цех в 1860 году стал действовать полный производственный цикл: от выплавки чугуна в доменном цехе до изготовления листового железа в пудлингово-сварочном.
На самом верху печи размещается колошниковая площадка, с которой производилась загрузка в печь шихтовых материалов: железной руды, древесного угля и известняка. Перемещались материалы гужевым транспортом (телегами с лошадьми) по наклонным мостам и галереям. Все оборудование колошниковой площадки сохранилось с XIX века.
В 1899 году в пристрое к корпусу доменной печи № 1 в период её реконструкции была установлена паровая воздуходувная машина, изготовленная в 1898 году совместными усилиями Северского и Сысертского заводов, о чём гласит выведенная на ней надпись. Предназначалась она для подачи дутья в доменную печь и нагревательные печи завода. В отличие от германских аналогов, высоких коксовых печей, верхняя часть которых возвышалась над зданием доменного цеха, Северская домна помещалась полностью в закрытом помещении.
Характерным признаком промышленного ландшафта, существующим до сих пор, является заводская плотина (высота 8,5 м, длина 320 м), возведённая в 1738 году для создания заводского пруда (площадь 8 км на 500 м).

### Советское время
Доменный цех был остановлен в июне 1934 года. Постановлением Совета Министров РСФСР от 04.12.1974 г. № 624 промышленный комплекс был взят под государственную охрану и признан объектом культурного наследия республиканского значения. Сегодня памятник является объектом федерального значения.
В литейном дворе доменного цеха в 80-е годы XX века установлена точная копия консольно-поворотного крана грузоподъёмностью 14 тонн. Конструкция крана собрана из деревянных брусьев, скреплённых стальными пластинами. Привод механизмов подъёма и поворота крана осуществлялся вручную с помощью шестерённых передач. Высота стойки крана — 6 метров. Максимальная высота подъёма груза — 3,8 метра.

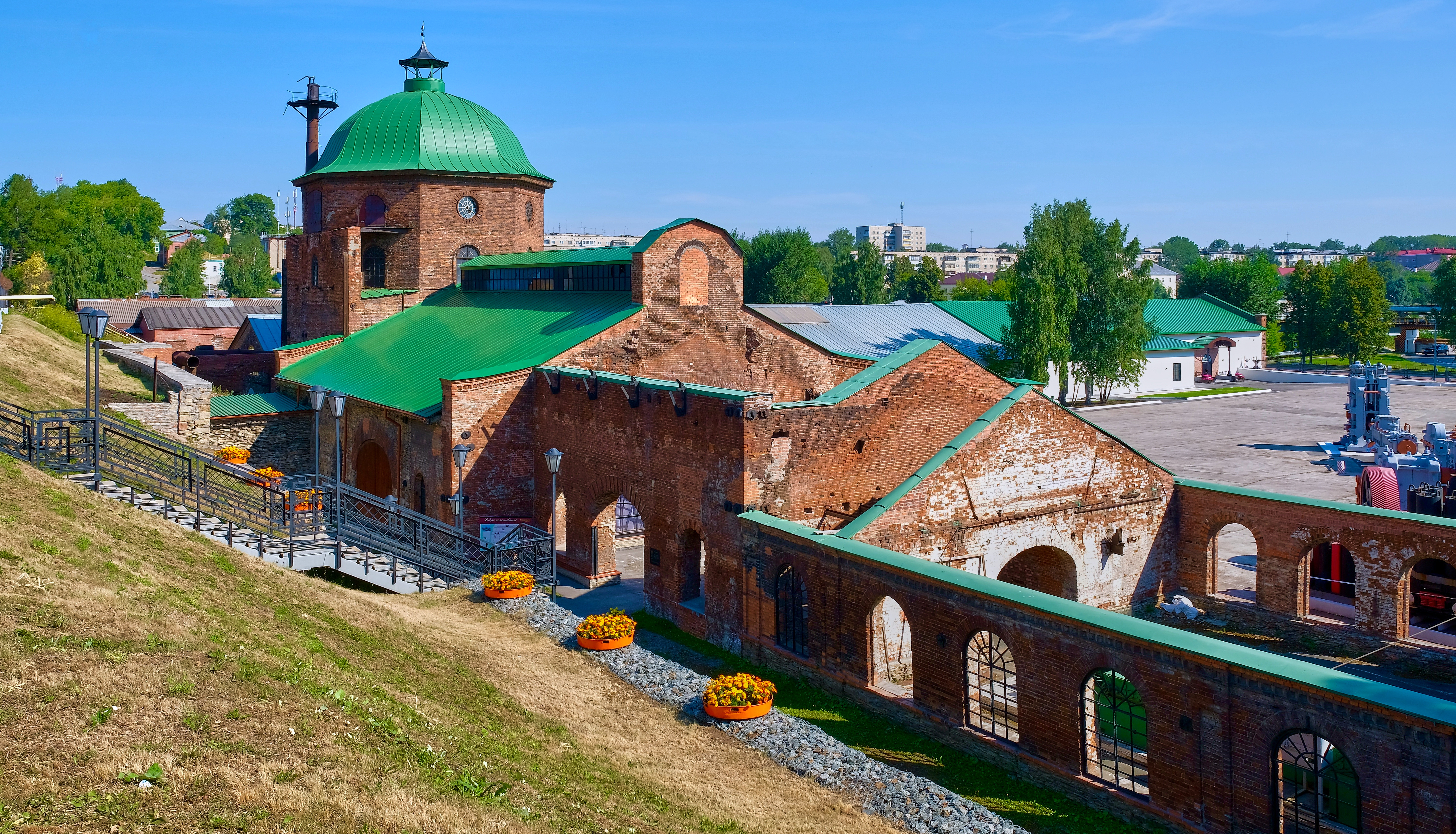
Вид на доменный цех
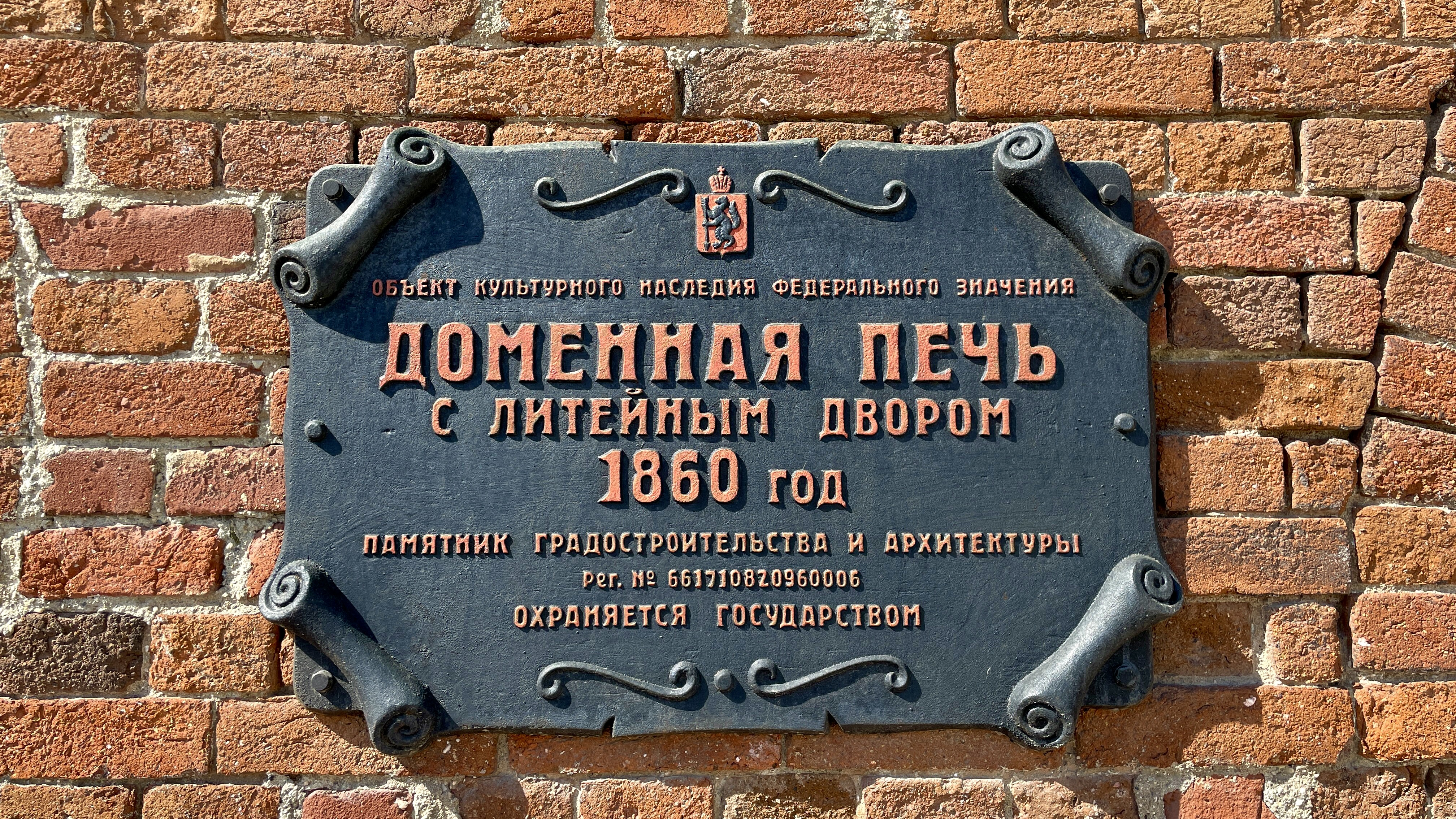
Памятная табличка
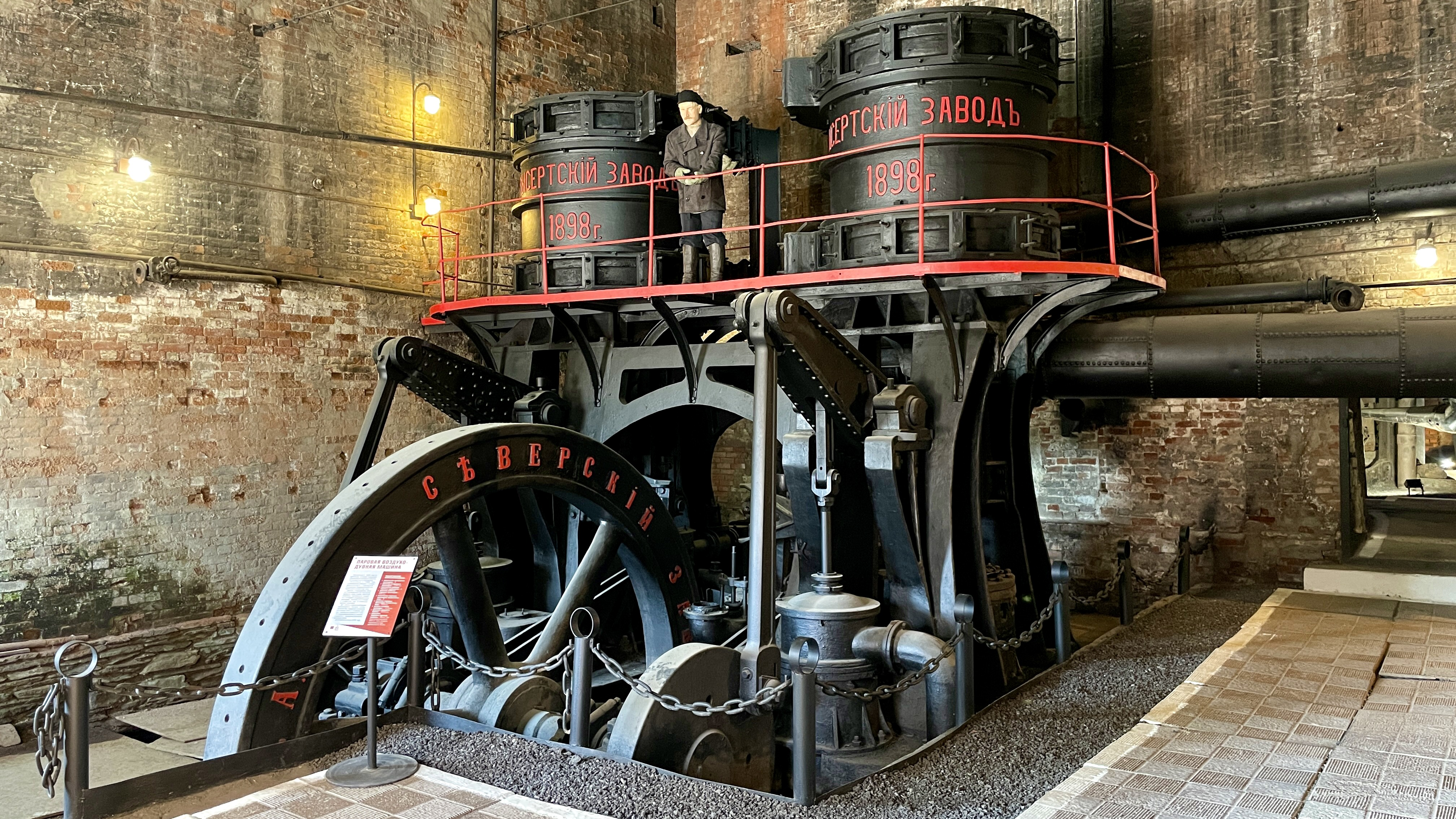
Паровая воздуходувка
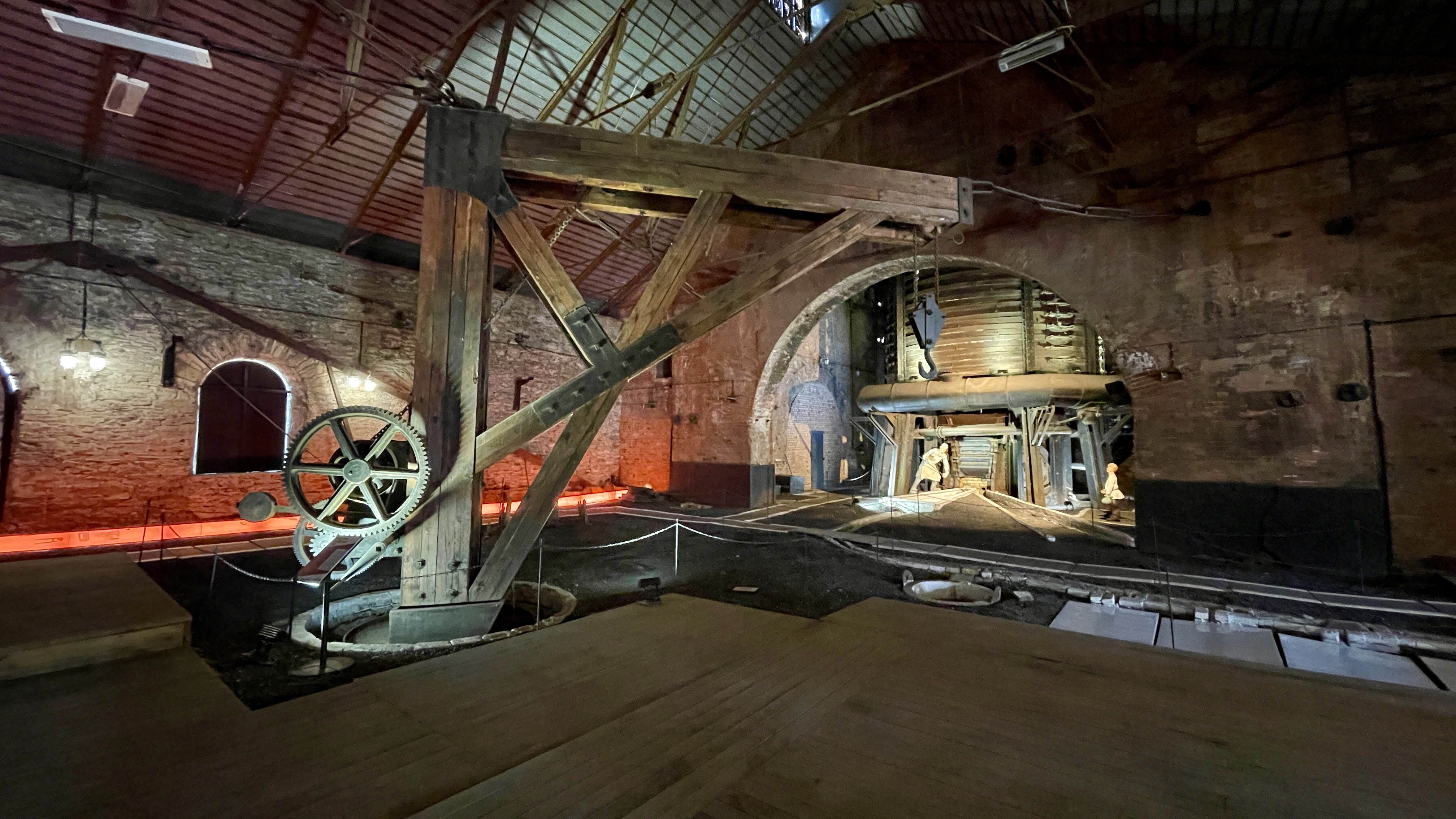
Кран-балка в здании цеха
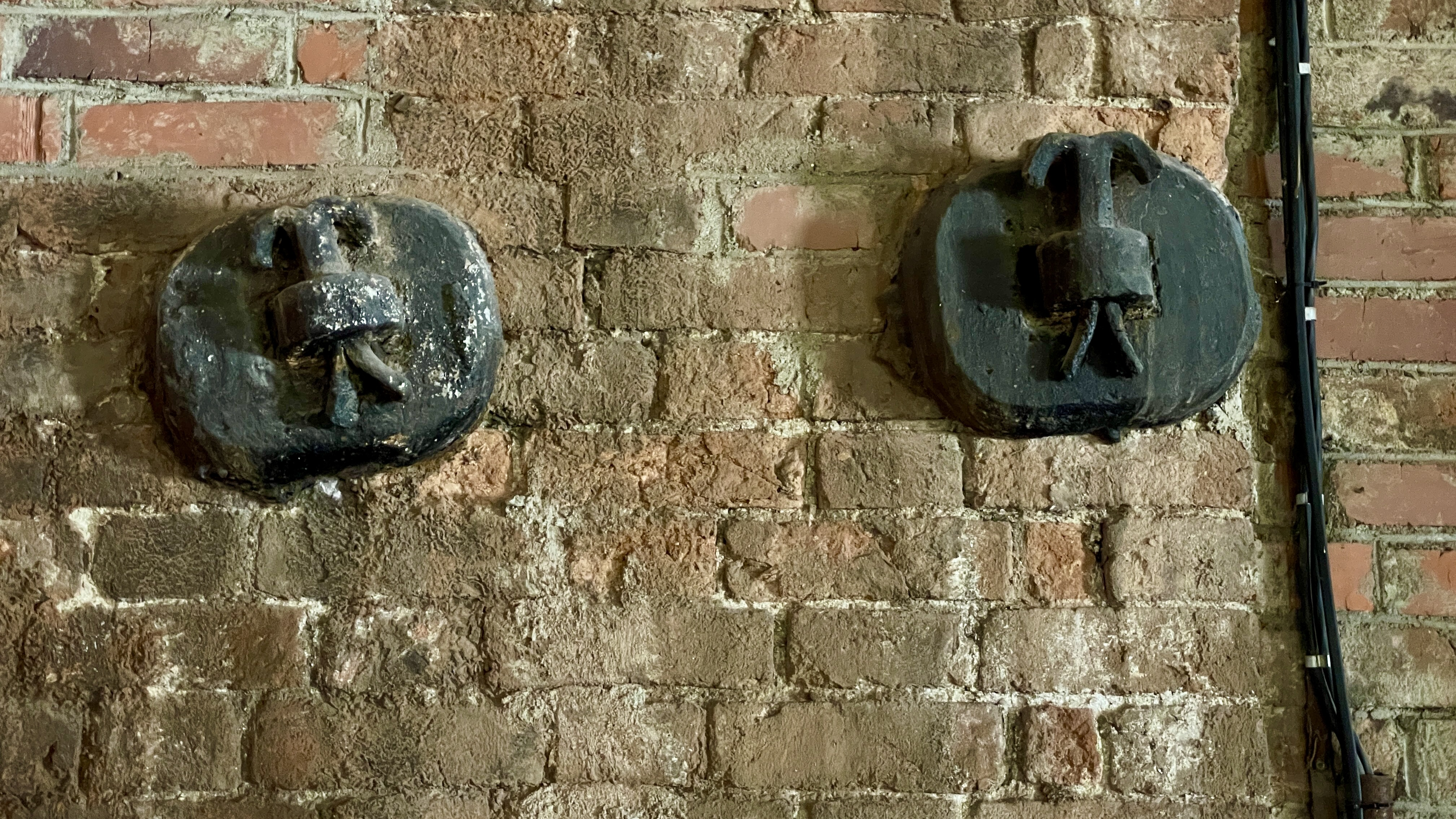
Стяжки стен здания
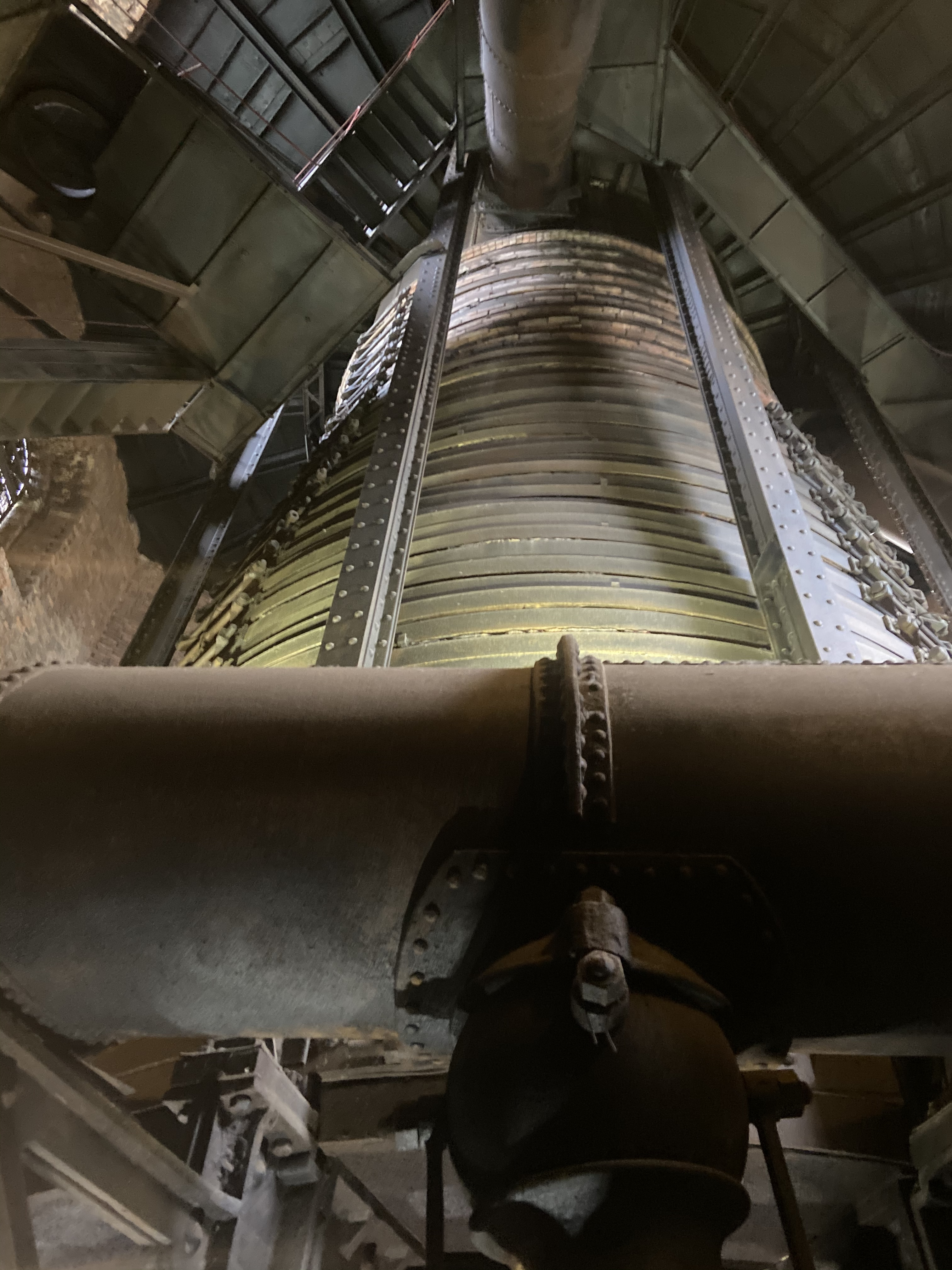
Вид на доменную печь
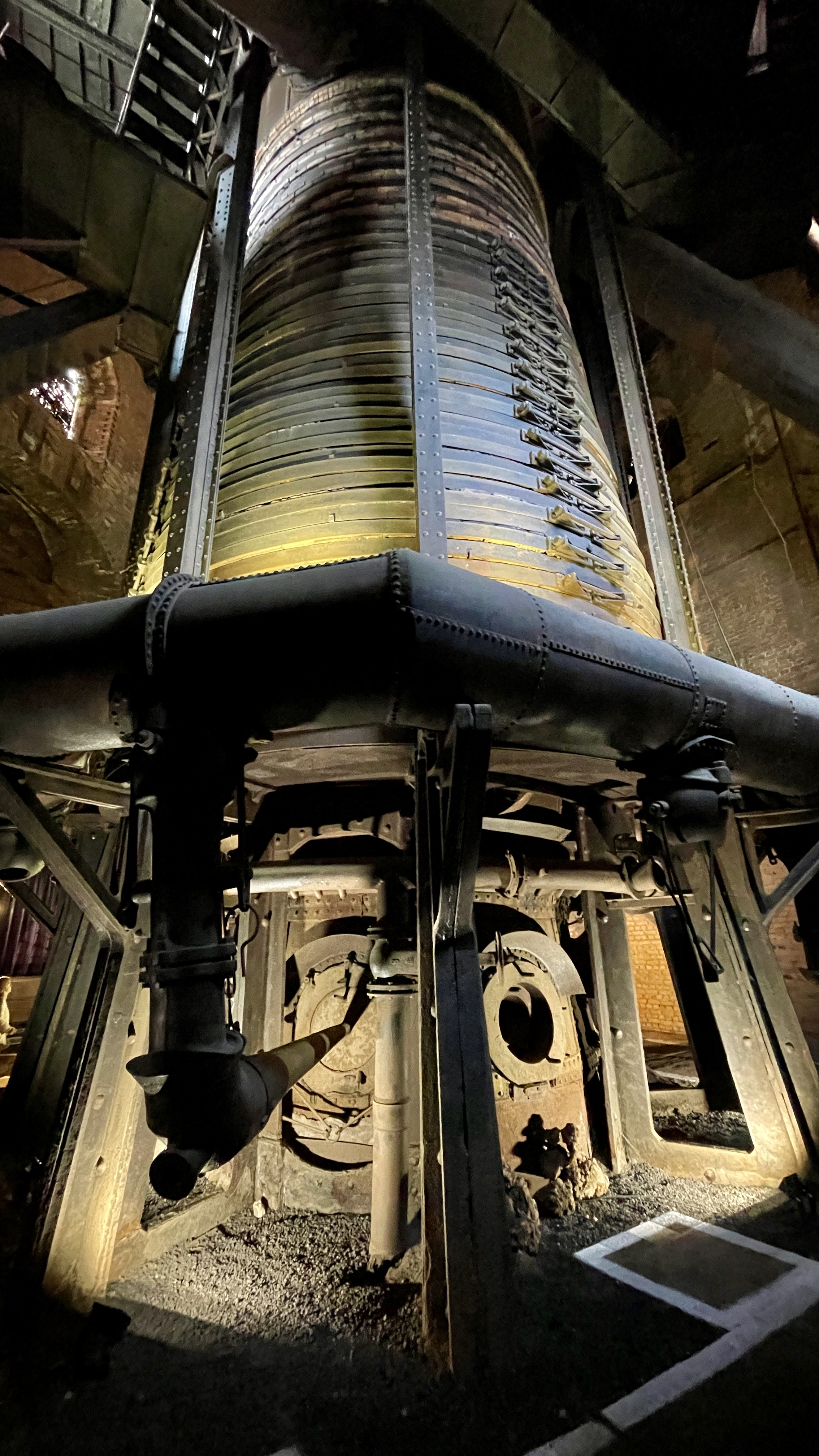
Вид на доменную печь
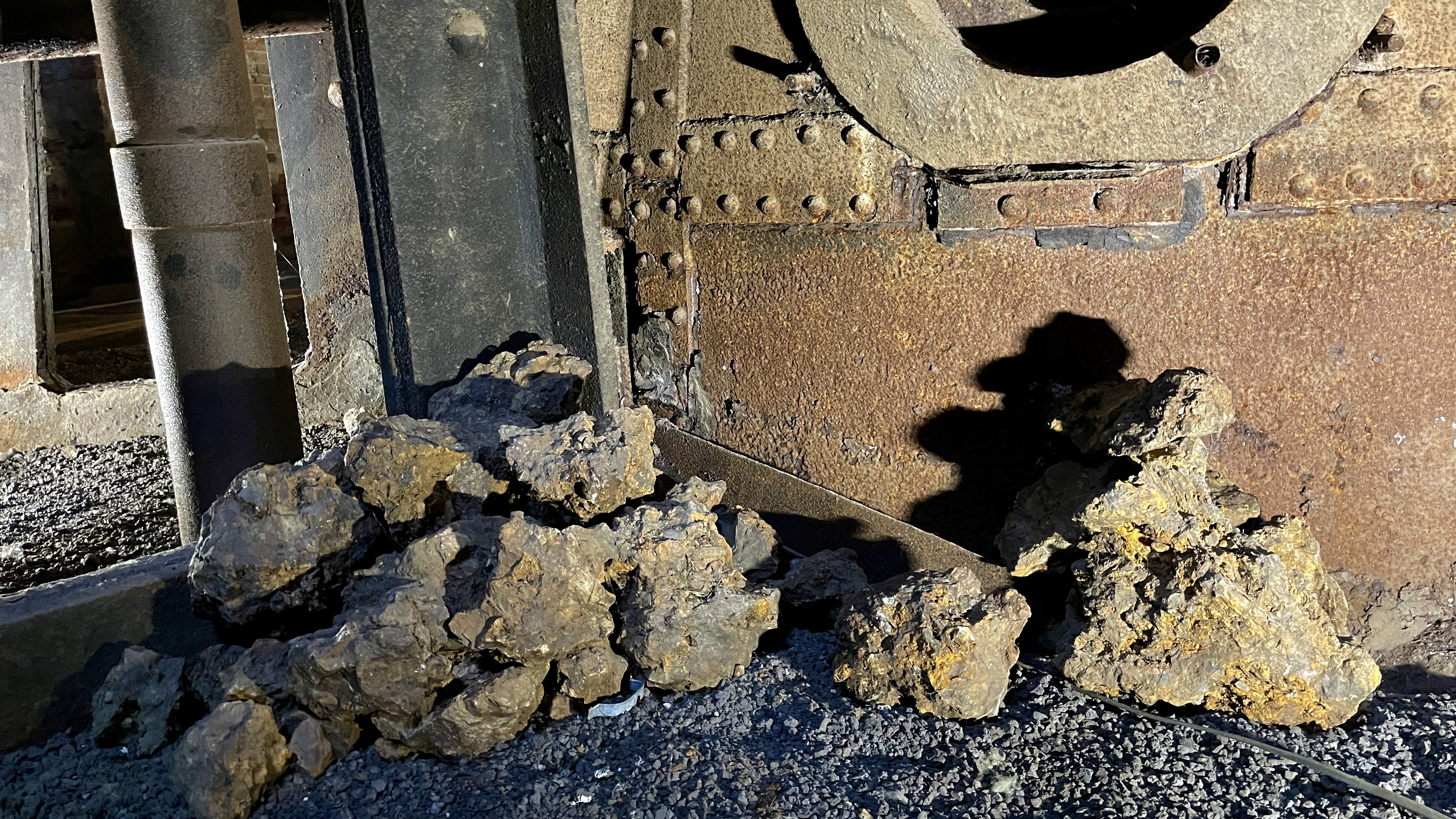
Куски чугуна и шлака
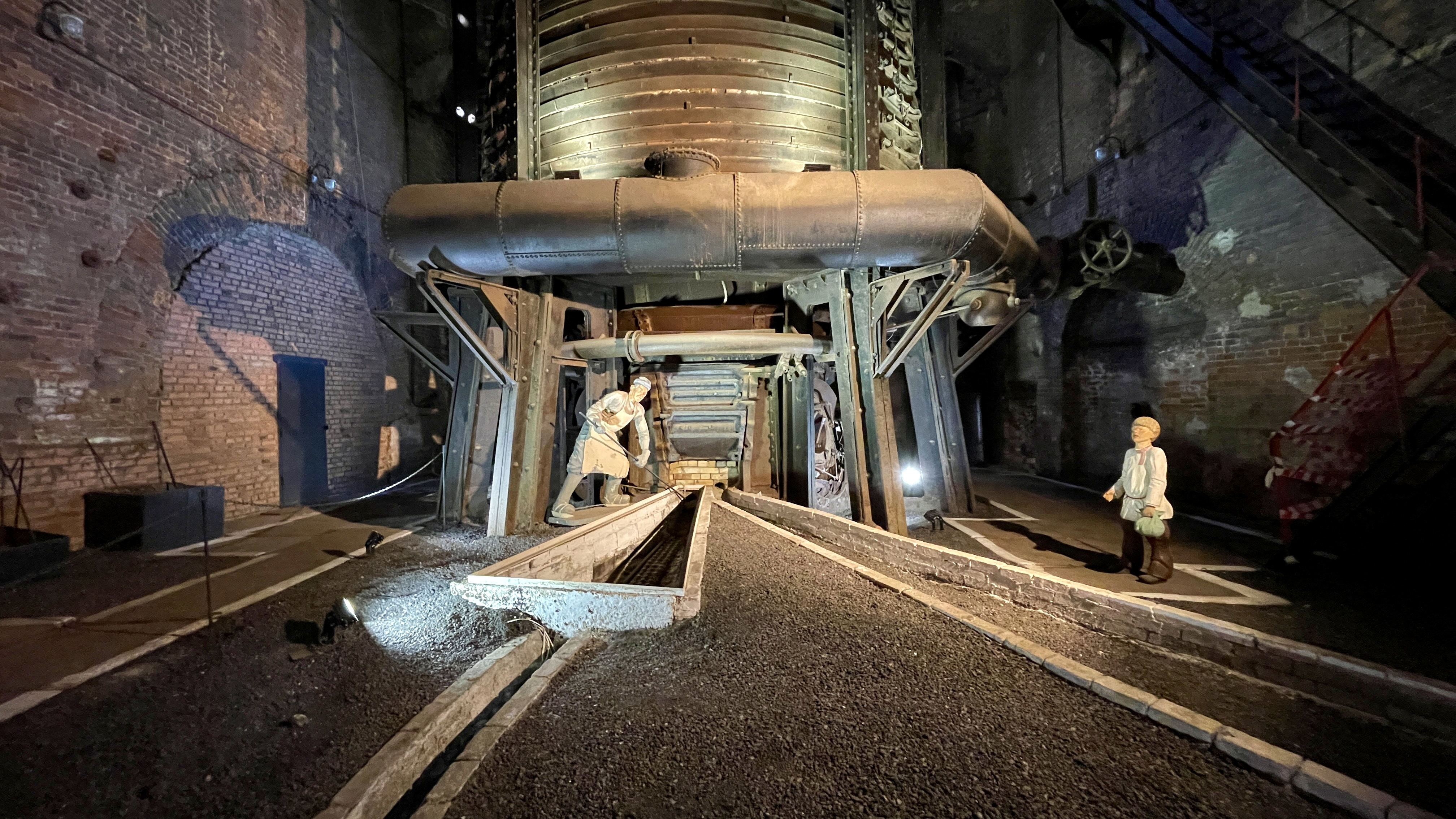
Сливной жёлоб

## Коллекции и экспонаты
Большинство экспонатов музея представляют собой образцы крупногабаритного металлургического промышленного оборудования разных периодов времени. В коллекции музей представлены несколько картин, посвящённых железным караванам А. В. Ремезова. Фонды музея насчитывают более 20 тысяч экспонатов.
В экспозиции под открытым небом представлено оборудование Северского трубного завода, вышедшее из эксплуатации, и транспортные средства: рабочие клети прокатного сутуночного стана, пущенного в эксплуатацию в 1942 году и остановленного в 2007 году:
- рабочие клети прокатного сутуночного стана
- «тройник» главного водовода XIX века
- тележка с изложницами из закрытого в 2008 году мартеновского цеха
- паровоз серии «Э» образца 1912 года
- автомобиль «УралЗиС» образца 1946 г.
- трубоэлектросварочный агрегат (ТЭСА) 6-32

Экспозиция под открытым небом
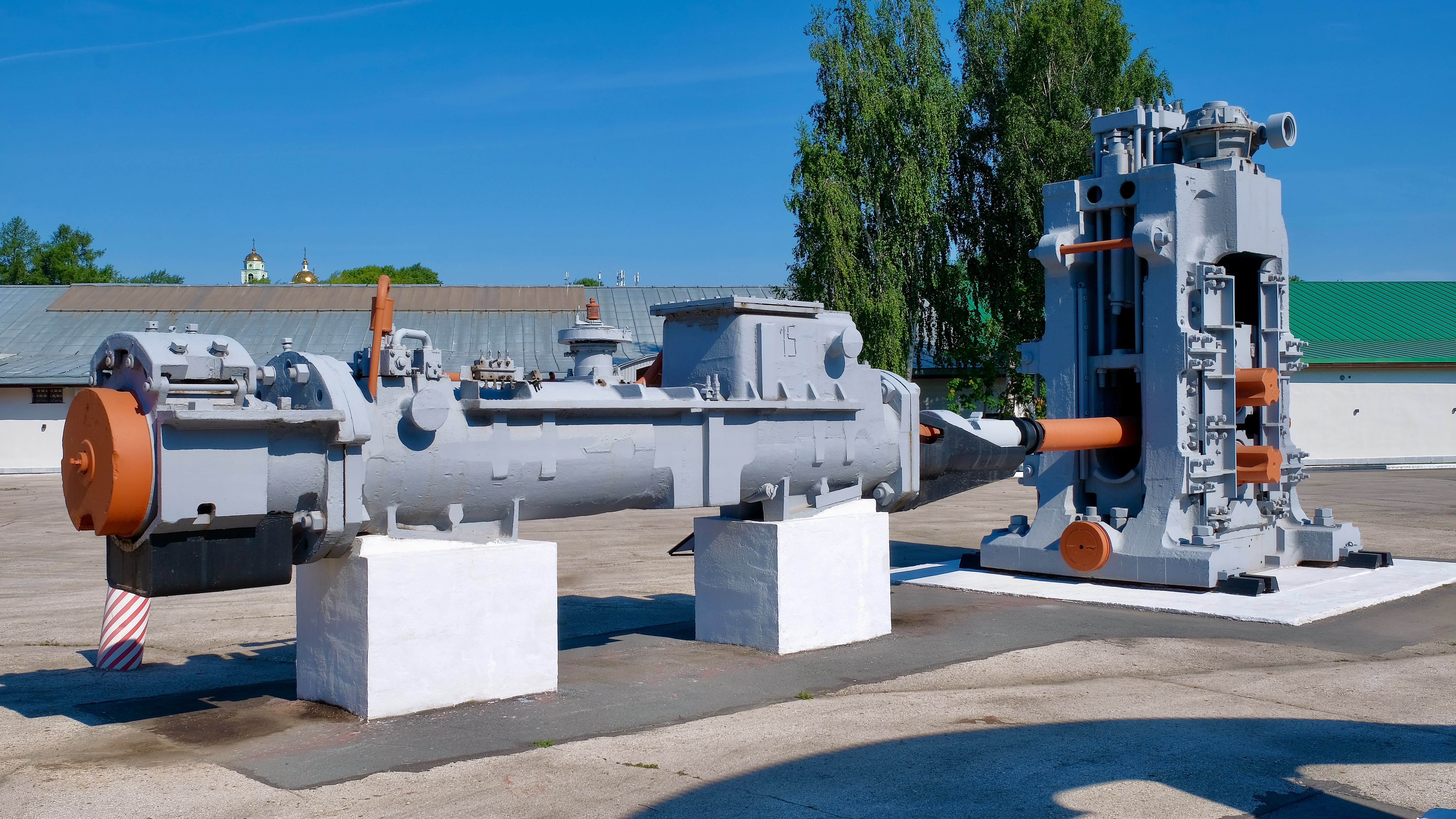
Прокатная клеть
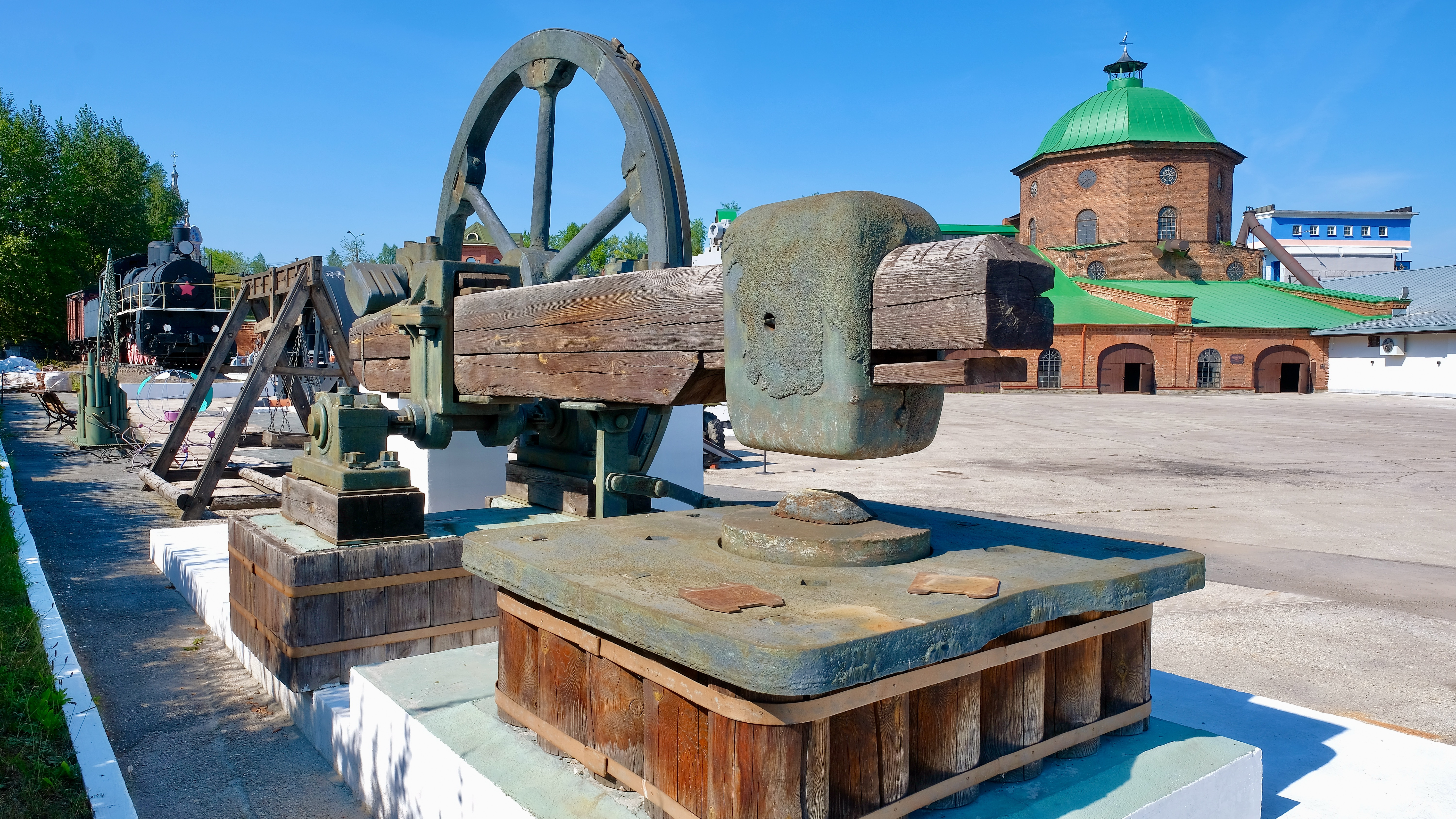
Кричный молот
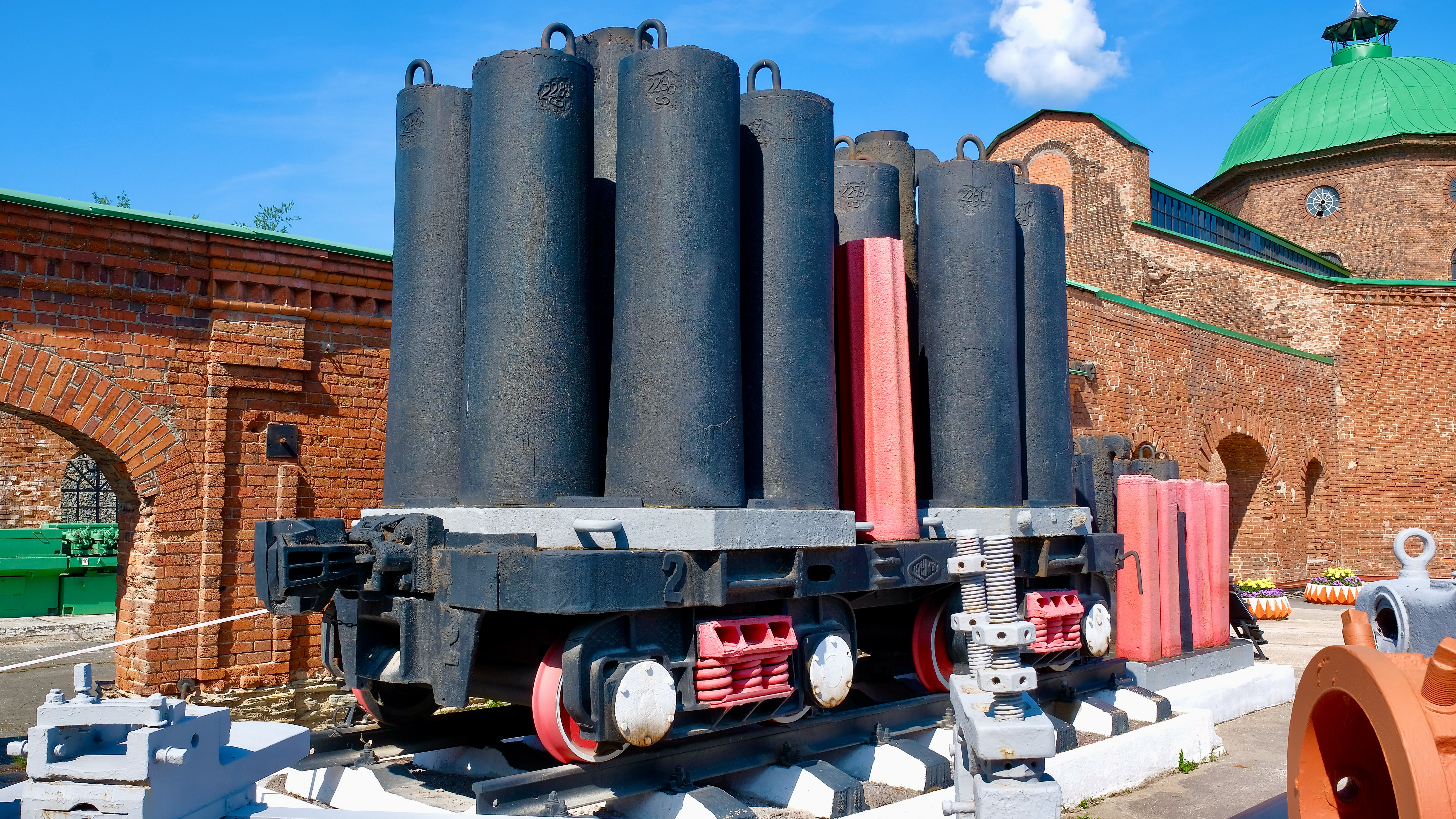
Железнодорожная платформа с изложницами
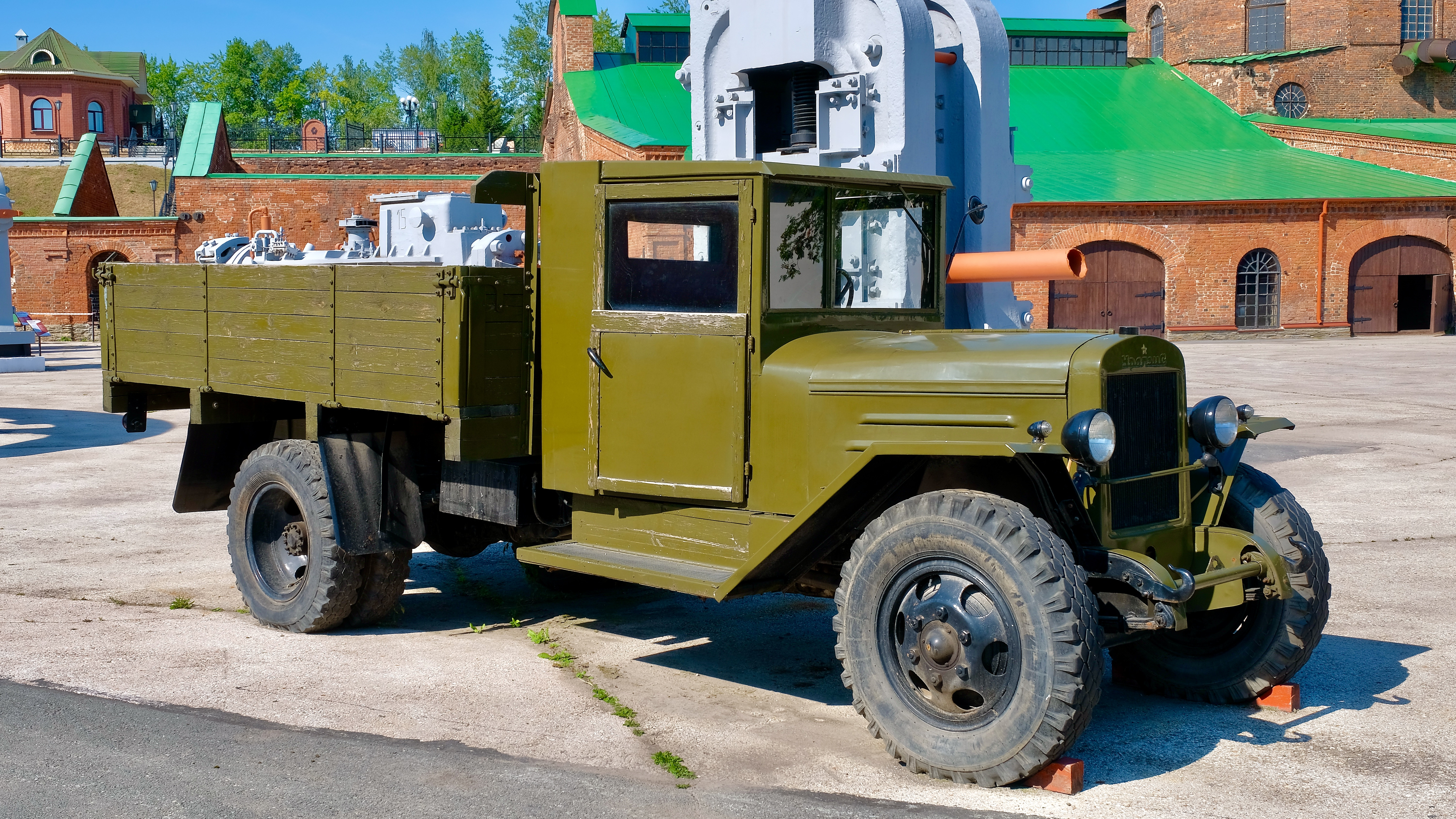
Грузовик УралЗиС 1946 года
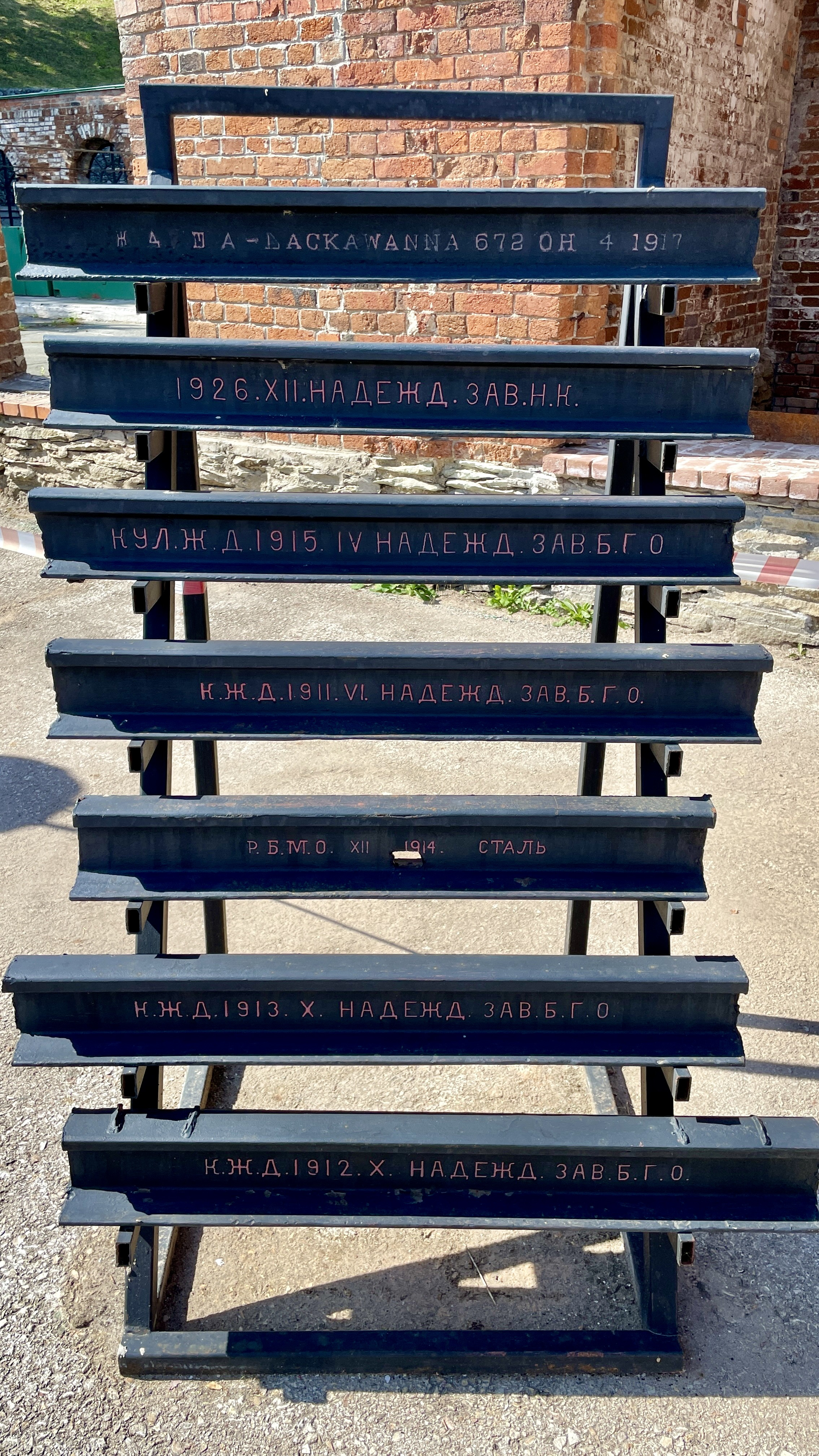
Образцы рельсов разных заводов
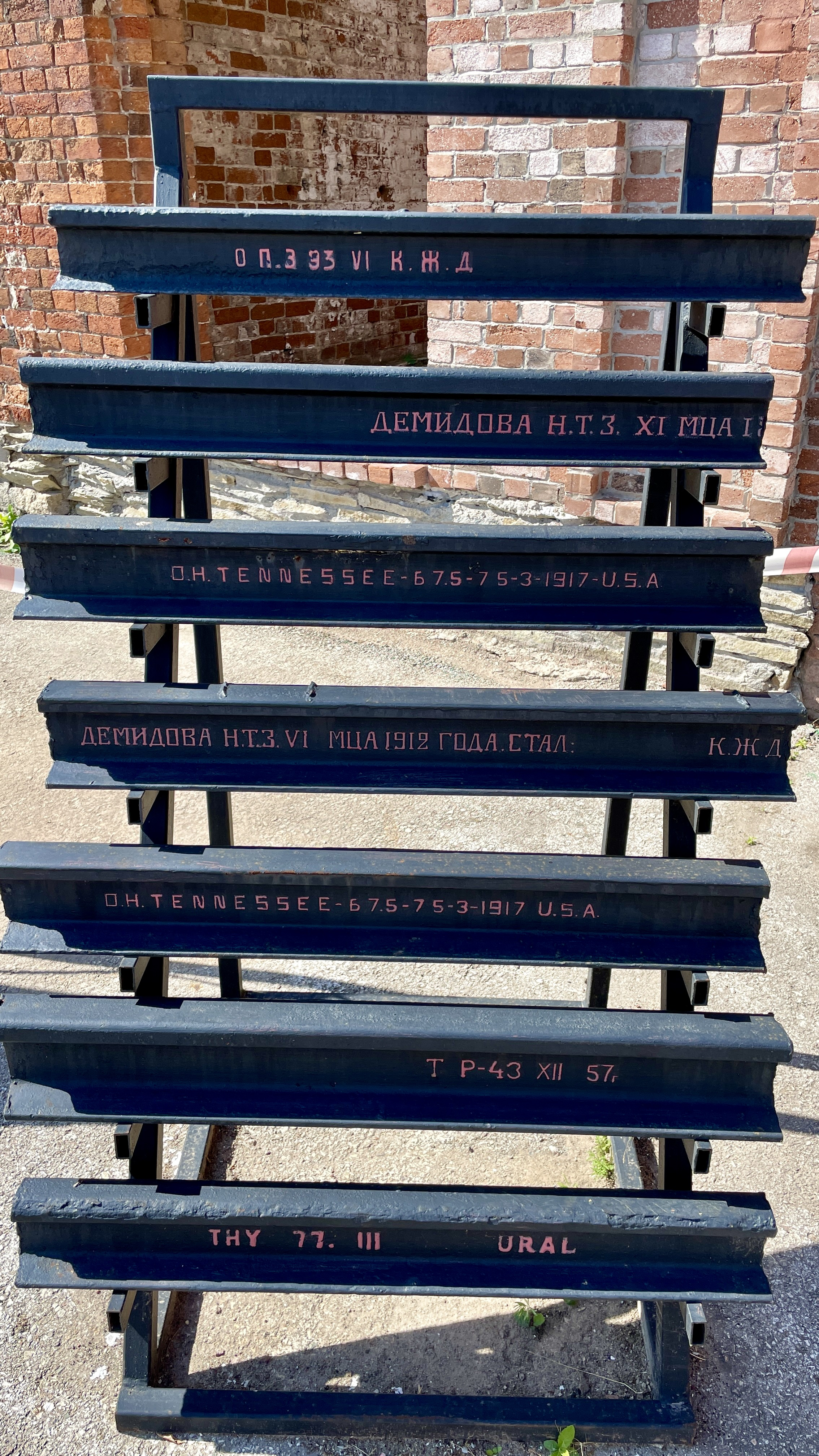
Образцы рельсов разных заводов

Экспозиция в здании бывшей кричной фабрики
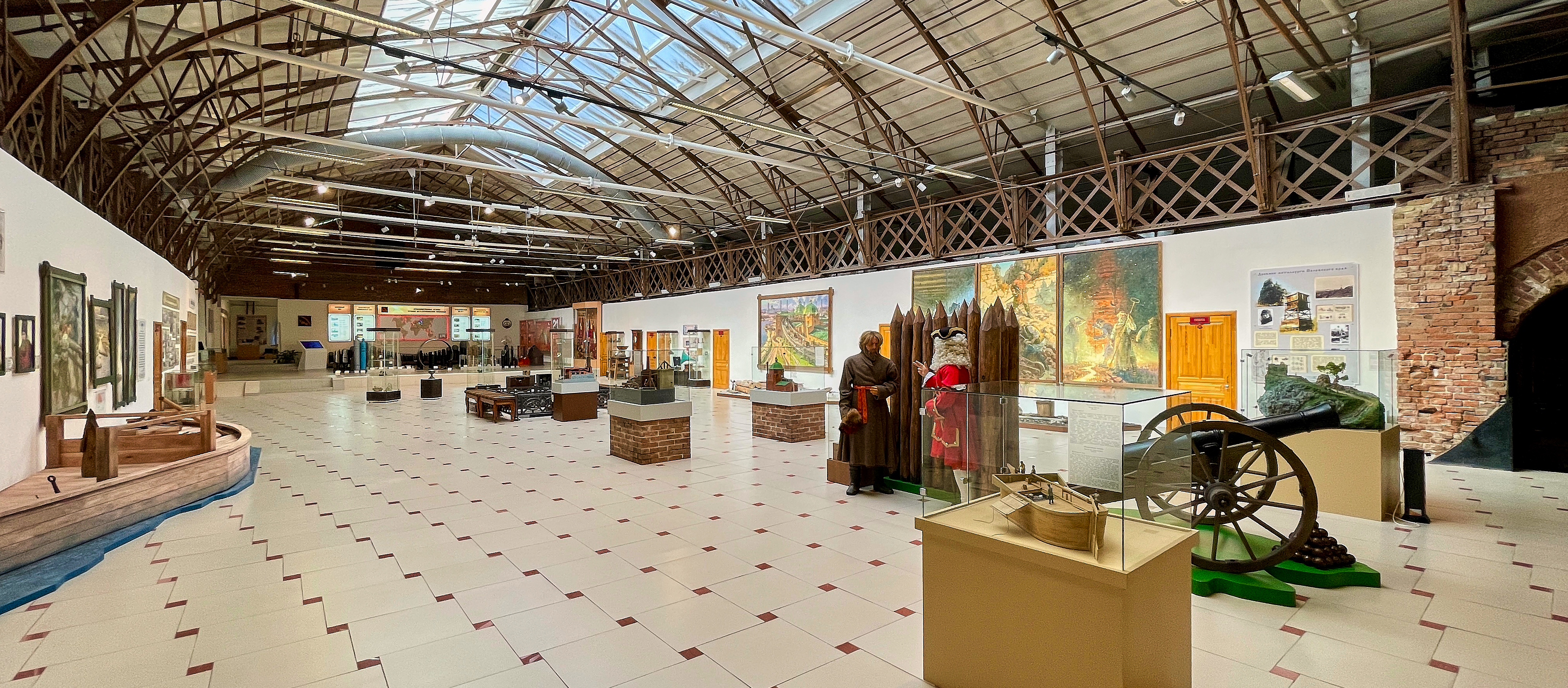
Общий вид
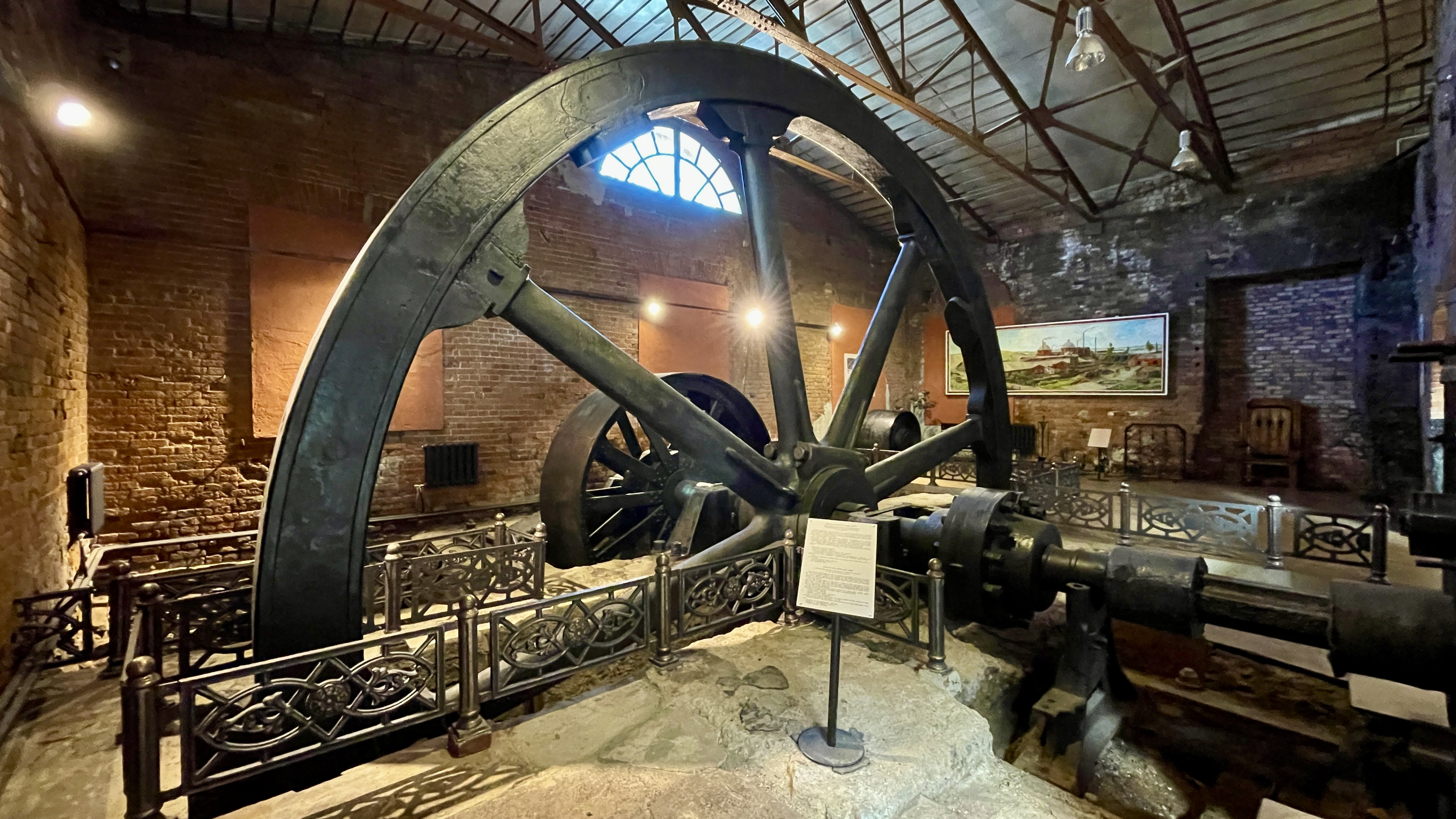
Привод прокатного стана от водяной турбины
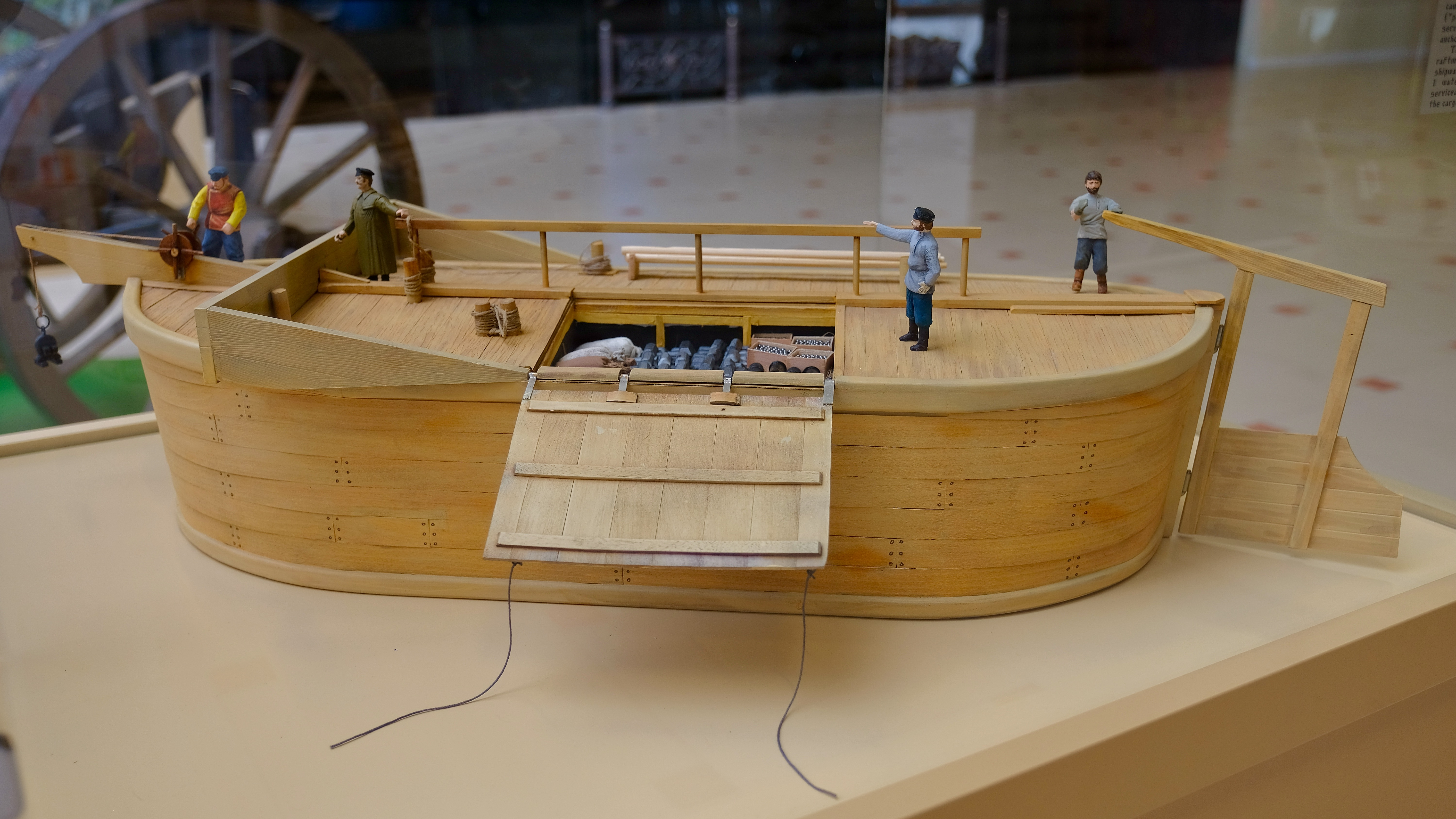
Модель барки для транспортировки изделий водным путём
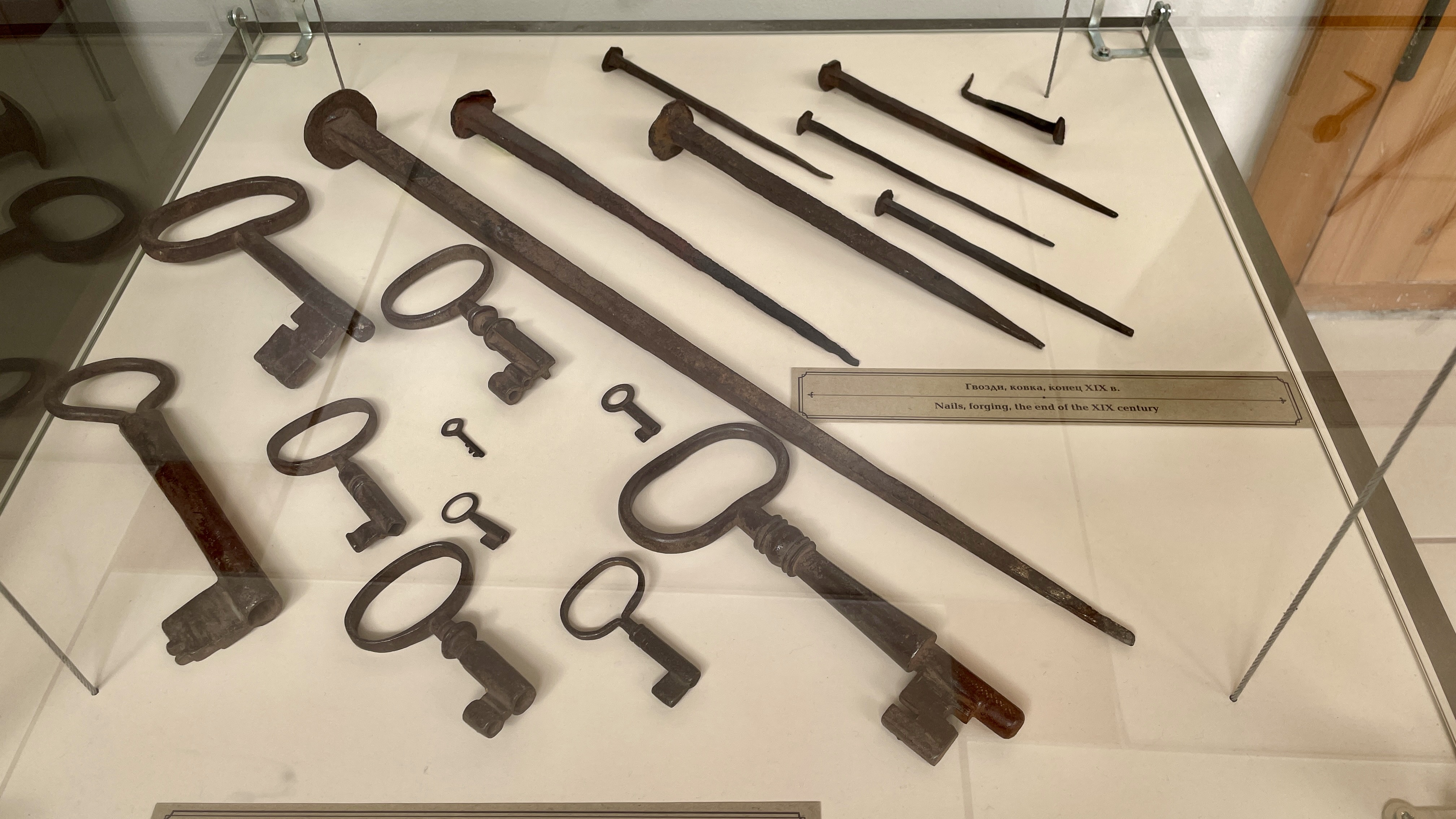
Образцы продукции Северского железоделательного завода
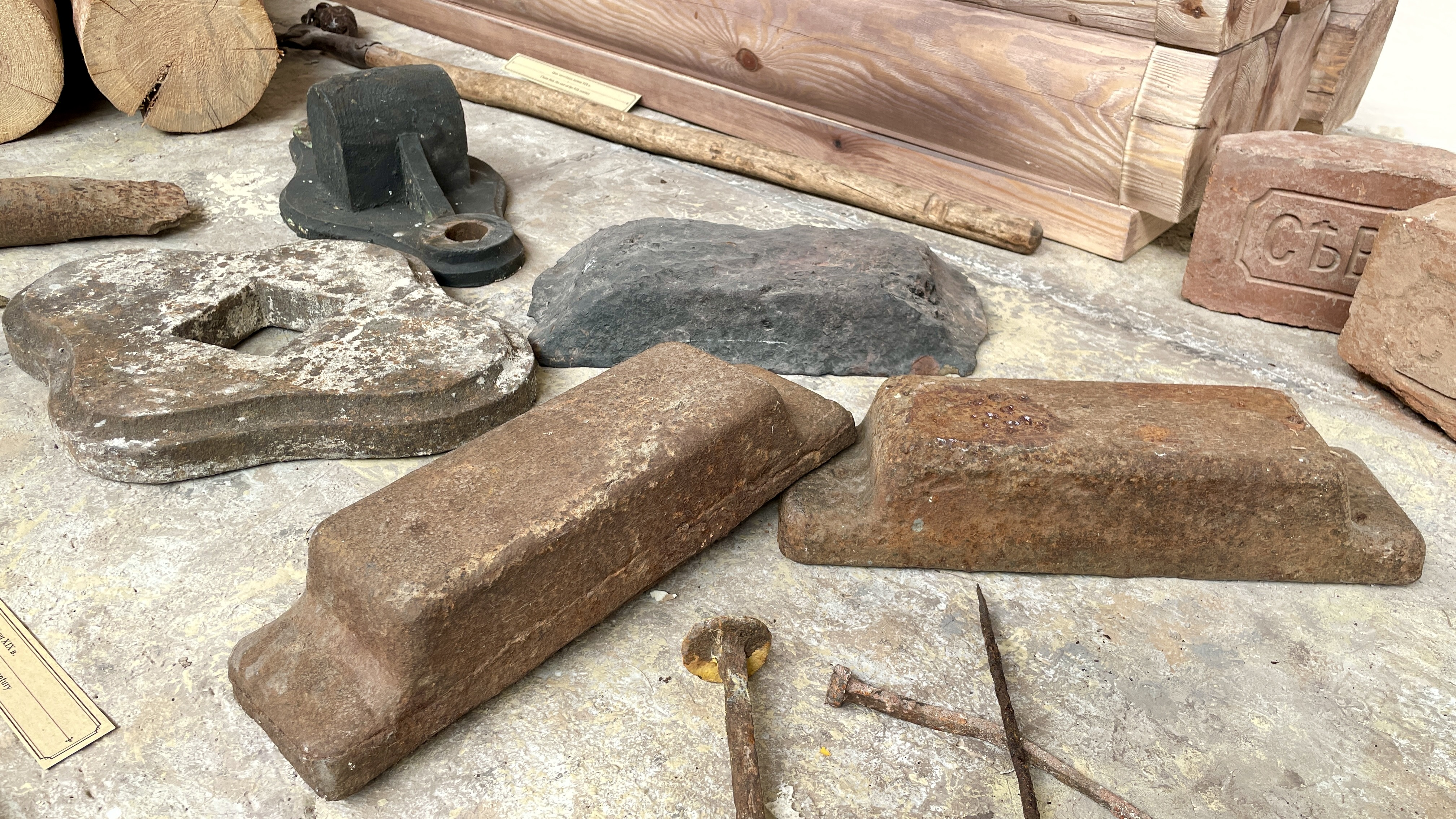
Образцы продукции Северского железоделательного завода
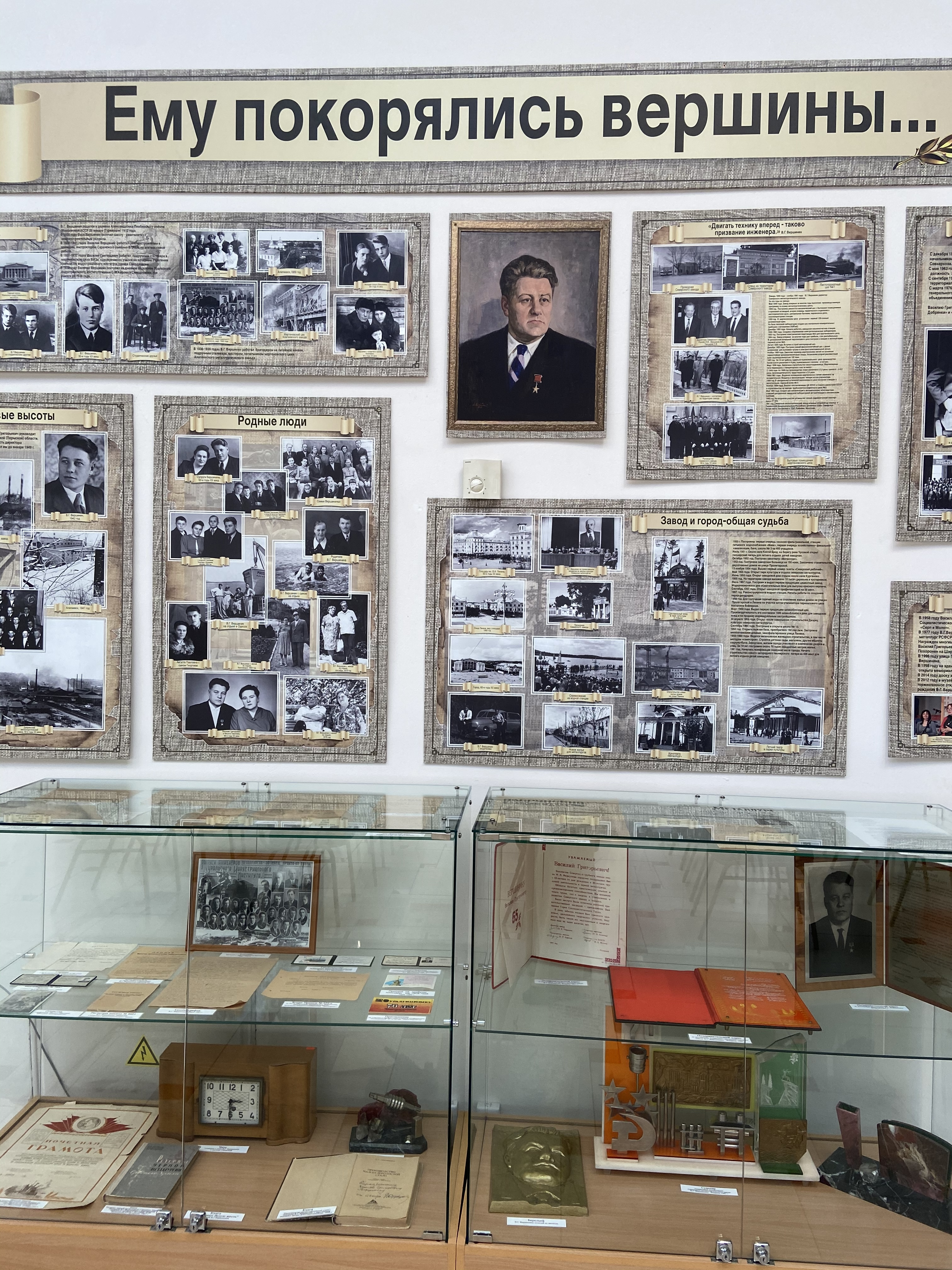
История завода
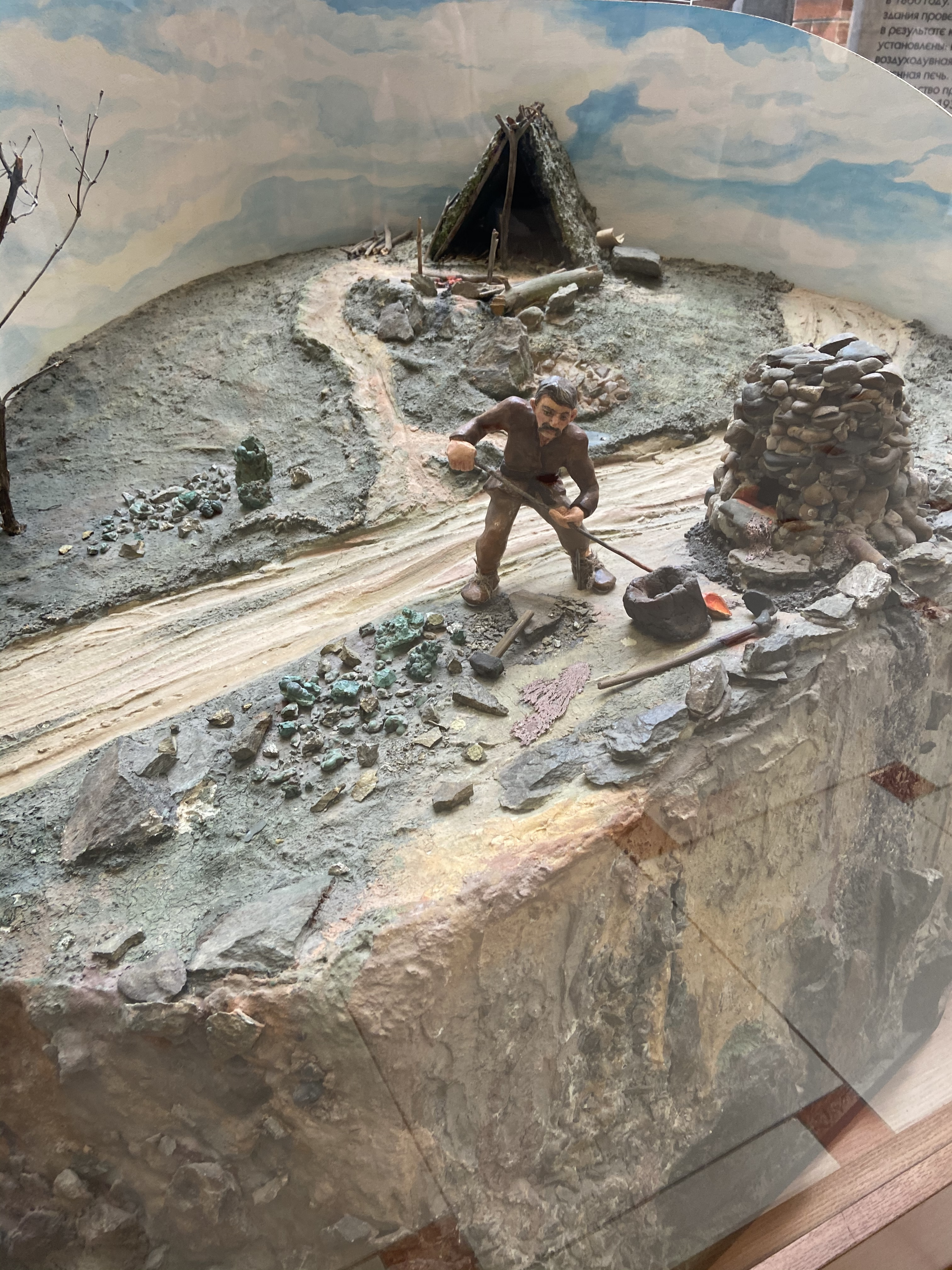
Макет сыродутного горна
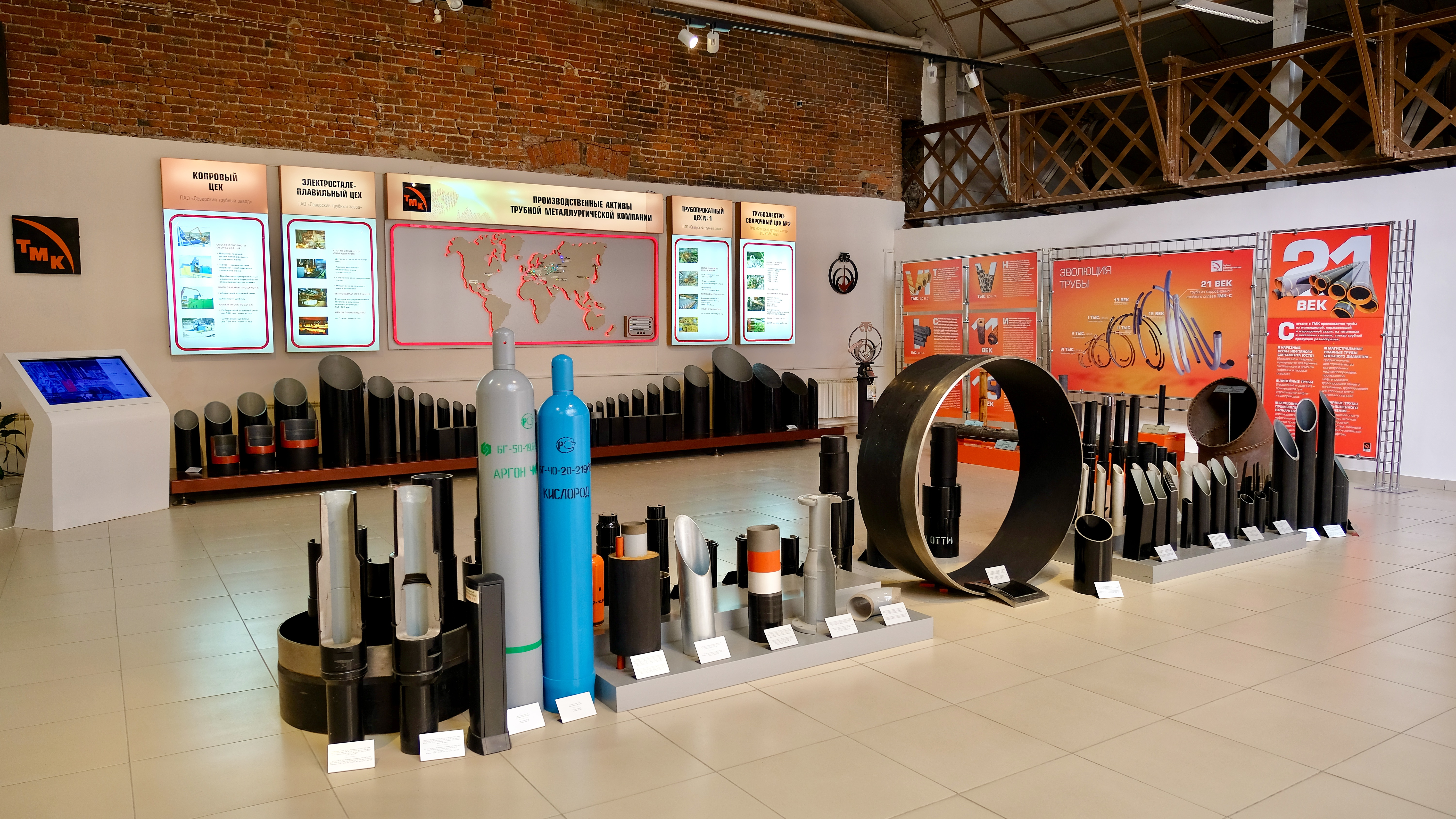
Образцы продукции СТЗ

## Северская домна в искусстве
В 1983 году режиссёром Свердловской киностудии Ярополком Лапшиным был снят фильм «Демидовы», где домна стала одним из объектов повествования.
Писатель Алексей Иванов обращался к Северской домне дважды: при работе над книгой «Горнозаводская цивилизация» и при съёмках документального фильма о своей творческой биографии.